# Insurrezione islamica in Burkina Faso
L'insurrezione islamica in Burkina Faso si sviluppò a partire dall'agosto 2015, nel quadro generale della più ampia insurrezione islamica nel Maghreb e come diretta derivazione del conflitto in corso nel confinante Mali.
Nazione a maggioranza islamica dell'Africa occidentale, cronicamente instabile dal punto di vista politico e afflitta da una lunga successione di colpi di Stato e governi autoritari, il Burkina Faso era inizialmente rimasto estraneo alle insurrezioni armate portate avanti, nei primi anni 2000, dai gruppi islamisti e jihadisti nella regione del Sahel. Dall'agosto 2015 tuttavia, sfruttando il periodo di instabilità interna dato dalla fine del regime dittatoriale di Blaise Compaoré e dall'insediamento di un governo democratico sotto Roch Marc Christian Kaboré, gruppi armati islamisti iniziarono a condurre azioni armate sul territorio burkinabè infiltrandosi, in particolare, attraverso la lunga frontiera con il Mali, paese dove questi gruppi erano attivi da anni. L'attore principale dell'insurrezione era rappresentato da un variegato raggruppamento di formazioni fedeli al movimento internazionale di Al Qaida, riuniti dal 2017 nell'unitario Gruppo di Sostegno all'Islam e ai musulmani (Jamaʿat Nuṣrat al-Islām wa-l muslimīn o JNIM) attivo in tutto il Sahel; all'insurrezione parteciparono inoltre gruppi affiliati allo Stato Islamico (attivi soprattutto nell'est del paese) e formazioni autoctone burkinabè come Ansarul Islam (attivo soprattutto nel nord).
Le Forze armate del Burkina Faso condussero svariate operazioni di controinsorgenza grazie al sostegno armato della Francia, ma senza successo: i gruppi jihadisti estesero lentamente la portata e la profondità delle loro operazioni, conducendo frequenti attacchi tanto alle basi militari e alle caserme di polizia quanto ai villaggi inermi, compiendo sanguinosi massacri di civili al fine di dimostrare l'incapacità del governo nel garantire la sicurezza nazionale e minarne l'autorità presso la popolazione. Il conflitto innescò faide, rappresaglie e scontri tra le molteplici etnie del Burkina Faso, in particolare dopo la decisione del governo di appoggiarsi a milizie di autodifesa reclutate tra la popolazione civile per mantenere l'ordine nelle zone rurali: scarsamente controllate, le milizie (come del resto le stesse forze di sicurezza governative) si abbandonarono spesso a massacri indiscriminati non meno sanguinosi di quelli perpetrati dai jihadisti. Il nuovo governo del capitano Ibrahim Traoré, salito al potere nel settembre 2023 dopo un ennesimo colpo di Stato, rovesciò il sistema di alleanze del Burkina Faso, cacciando le truppe francesi nel febbraio 2023 e accogliendo al loro posto istruttori e armamenti forniti dalla Russia, ma la situazione del paese rimase altamente instabile: secondo alcune stime, nel giugno 2022 il governo burkinabè aveva ormai perso il controllo di circa il 40% del paese, in particolare nelle regioni settentrionali e orientali; i jihadisti riuscirono spesso a bloccare e assediare intere città, garantendosi libertà di movimento nelle zone rurali.

## Antefatti

### La situazione interna del Burkina Faso
Colonia della Francia indipendente dal 1960, il Burkina Faso è caratterizzato da una popolazione composta per più del 63% da musulmani, con percentuali minori di cristiani (20% cattolici, 6% protestanti), animisti (9%) e altri; da un punto di vista etnico il paese è abitato principalmente da Mossi (il 52% degli abitanti totali), ma comprende una gran varietà di gruppi più piccoli tra cui i Fulani, i Gourmantché, i Bobo, i Gurunsi, i Tuareg e altri. Storicamente il paese è stato interessato da un'estesa interferenze delle forze armate nella vita politica, con una lunga successione di colpi di Stato: tra il 1960 e il 1987, tutti e sei i Presidenti del Burkina Faso succedutisi nella carica furono deposti a seguito di sollevazioni dei militari.
Una certa stabilità fu raggiunta solo quando, nel 1987, Blaise Compaoré salì al potere dopo l'ennesimo golpe: Compaoré resse il Burkina Faso per i successivi 27 anni, imponendo sul paese un regime autoritario caratterizzato da elezioni pilotate, arresti e omicidi di oppositori politici e giornalisti, e repressione violenta delle manifestazioni di protesta. Il regime di Compaoré ebbe tuttavia una brusca fine nell'ottobre 2014: il tentativo promosso dal presidente di emendare la costituzione per potersi ripresentare alle elezioni previste per l'anno successivo portò a estese e violente manifestazioni di piazza, con i militari che finirono con lo schierarsi dalla parte degli oppositori. Compaoré rassegnò le dimissioni e si recò in esilio all'estero; dopo vari dissidi interni ai vertici militari, venne nominato un governo di transizione civile il quale, sopravvissuto in qualche modo a un tentativo di golpe nel settembre 2015 da parte di ufficiali dell'esercito scontenti, traghettò il paese nel novembre seguente alle elezioni. Roch Marc Christian Kaboré divenne quindi il primo presidente burkinabè dai tempi dell'indipendenza a giungere al potere tramite elezioni democratiche.

### Il jihadismo nel Maghreb e nel Sahel

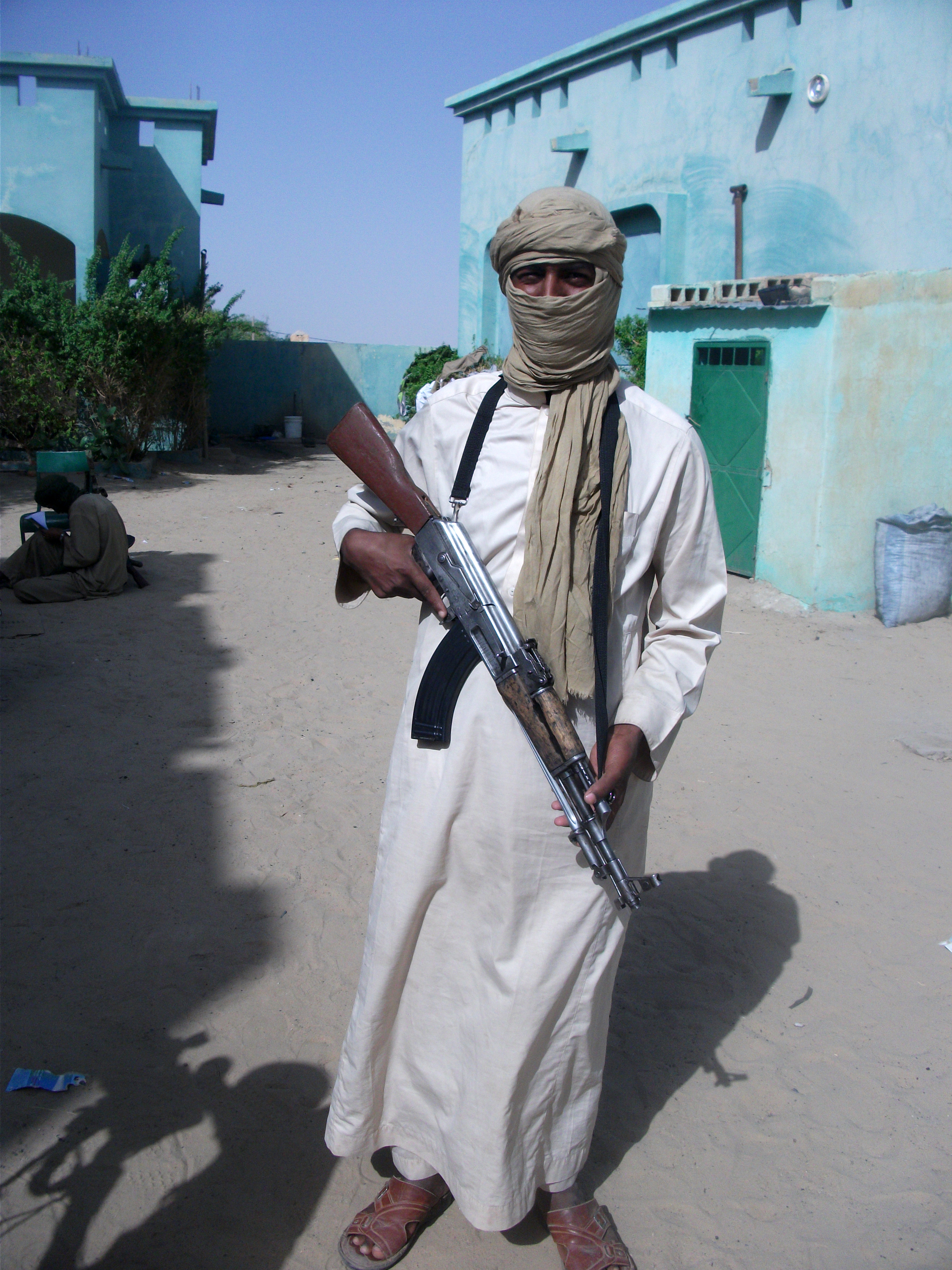
Un combattente Tuareg di Al Qaeda fotografato nel 2012

L'instabilità politica del Burkina Faso favoriva la penetrazione dei gruppi armati fondamentalisti islamici, che nel corso degli anni 2000 avevano dato luogo a una forte espansione in tutta l'area del Maghreb e del Sahel. Una delle organizzazioni armate più importanti era rappresentata dal "Gruppo salafita per la predicazione e il combattimento", un elemento scissionista del Gruppo Islamico Armato dell'Algeria e sopravvissuto alla conclusione della sanguinosa guerra civile algerina ritirandosi nelle regioni meridionali del Sahara algerino; affiliatosi al movimento internazionale di Al Qaida nel 2006 e rinominatosi Al-Qaida nel Maghreb islamico (AQMI), sotto la spinta delle operazioni antiterrorismo algerine il gruppo iniziò a dirigersi verso gli instabili Stati a sud dell'Algeria, estendendo le sue azioni su scala regionale.
Lo scoppio nel 2012 della guerra in Mali fece da catalizzatore per i movimenti fondamentalisti: approfittando dell'insurrezione scatenata contro le autorità governative maliane dai separatisti tuareg del nord del Mali, vari gruppi armati fondamentalisti presero a formarsi nella zona, tra cui al-Murabitun e Ansar Dine; connessi in vario modo ad Al Qaida, nel 2017 questi due movimenti si sarebbero poi fusi con AQMI per dare vita all'unitario Gruppo di Sostegno all'Islam e ai musulmani o "Jamaʿat Nuṣrat al-Islām wa-l muslimīn" (JNIM). Alle operazioni in Burkina Faso avrebbe poi partecipato anche l'organizzazione terroristica internazionale dello Stato Islamico, tramite due delle sue affiliate locali: la "Provincia dell'Africa occidentale", nata nel 2015 tramite l'affiliazione allo Stato Islamico del gruppo fondamentalista nigeriano Boko Haram attivo nell'area del Lago Ciad; e la "Provincia del Sahel", nata anch'esso nel 2015 dopo una scissione violenta all'interno dell'organizzazione al-Murabitun tra quanti sostenevano l'alleanza con Al Qaida e quanti invece propendevano per l'affiliazione allo Stato Islamico.
Pur essendo tra i membri fondatori del G5 Sahel, un accordo di cooperazione stipulato nel febbraio 2014 tra cinque Stati del Sahel e rivolto anche a contrastare l'avanzata dei gruppi insurrezionali regionali, il governo burkinabè di Blaise Compaoré aveva stabilito vari contatti con i movimenti armati fondamentalisti per negoziare una sorta di patto di non aggressione con essi. Questa linea di condotta venne abbandonata dopo la deposizione di Compaoré nell'ottobre 2014, ma l'epurazione dai ranghi dell'esercito burkinabè degli elementi considerati come possibili golpisti lasciò le forze armate nazionali in uno stato di profonda disorganizzazione, rendendo il Burkina Faso vulnerabile agli attacchi dei gruppi armati.

## Il conflitto

### L'insurrezione prende piede

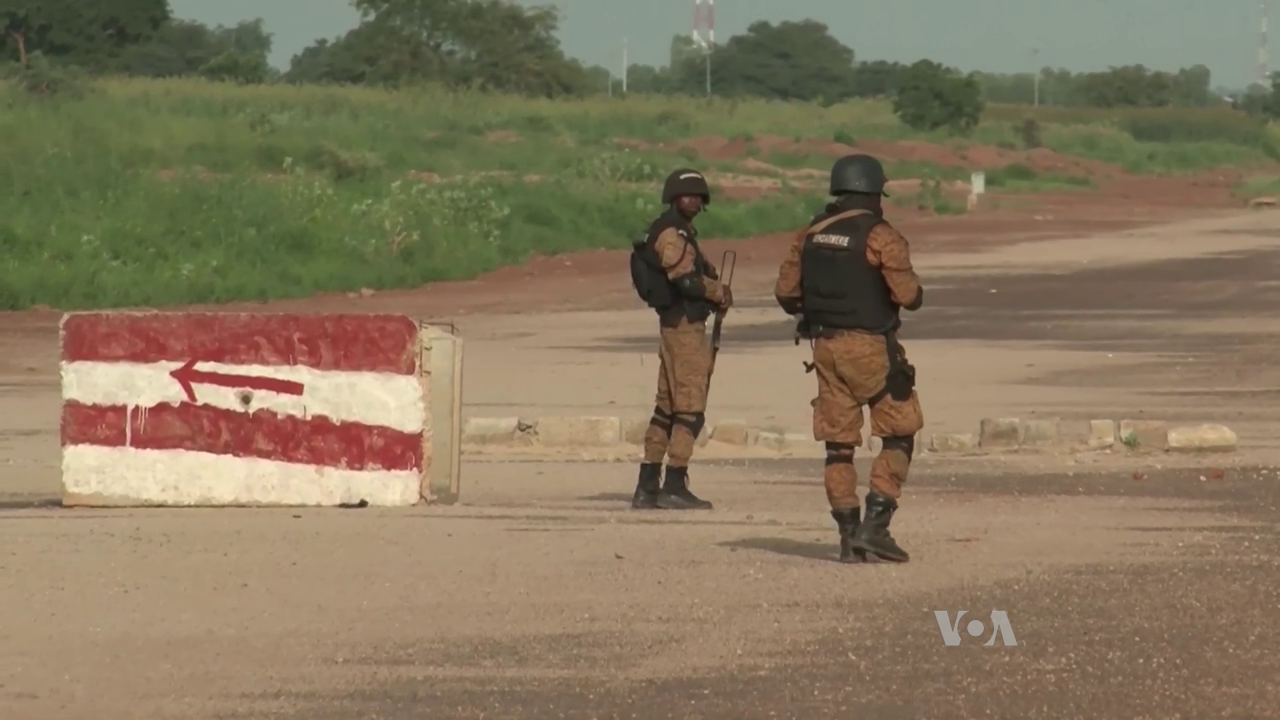
Gendarmi burkinabè in azione nella zona della capitale nel 2015

Le prime avvisaglie del conflitto si verificarono nel corso del 2015. All'inizio di aprile militanti di al-Murabitun rivendicarono il rapimento di un funzionario di nazionalità romena che lavorava presso la miniera di Tambao nella Provincia di Oudalan, primo rapimento di un cittadino occidentale da parte di fondamentalisti islamici mai avvenuto sul territorio del Burkina Faso; il 25 agosto seguente un attacco di miliziani armati, non identificati precisamente ma indicati come membri del gruppo nigeriano Boko Haram, colpì una caserma nella cittadina di frontiera di Oursi nel nord del paese, causando la morte di un membro della Gendarmerie nationale burkinabè. Assalti su piccola scala contro stazioni di polizia e caserme proseguirono poi nei mesi seguenti, con sette attacchi registrati nel corso del 2015 nella sola Provincia di Oudalan, la più settentrionale del paese e collocata sul triplice confine tra Burkina Faso, Mali e Niger; il 9 ottobre 2015, invece, un gruppo di 50 miliziani attaccò con armi pesanti una base della gendarmeria burkinabè a Samorogouan, una città del sud vicina alla frontiera con il Mali: l'attacco causò la morte di tre gendarmi, un miliziano e un civile.
Tra il 2016 e il 2017 si assistette a un netto incremento delle azioni dei gruppi armati fondamentalisti. La sera del 15 gennaio 2016 un commando di uomini armati attaccò un ristorante e due hotel frequentati da stranieri nella capitale burkinabè, Ouagadougou, sparando sulla folla e prendendo ostaggi; gli attentati di Ouagadougou del 2016 lasciarono sul terreno 30 morti e 56 feriti, oltre a quattro terroristi uccisi. Nel respingere l'attacco e liberare gli ostaggi catturati, le forze di sicurezza burkinabè furono assistite da unità di forze speciali francesi appartenenti all'operazione Barkhane attiva nel vicino Mali, oltre che da specialisti delle forze armate statunitensi; Al-Qaida nel Maghreb islamico (AQMI) e al-Murabitun rivendicarono la responsabilità dell'attacco. Attacchi su piccola scala continuarono a intermittenza nel corso nel 2016 colpendo, in particolare, il dipartimento di Tin-Akoff nell'estremo nord del paese, ma la violenza conobbe un'impennata nel dicembre di quell'anno quando il predicatore Ibrahim Malam Dicko annunciò la nascita di Ansarul Islam, prima organizzazione jihadista autoctona del Burkina Faso. Il 16 dicembre il gruppo di Dicko rivendicò l'attacco con 40 miliziani a una postazione dell'esercito burkinabè a Nassoumbou, a circa 30 chilometri dal confine con il Mali, che causò la morte di dodici soldati; dopo aver inizialmente operato dal territorio maliano, tra il gennaio e il febbraio 2017 Ansarul Islam si insediò nella Provincia di Soum nel nord, zona di origine di Dicko.

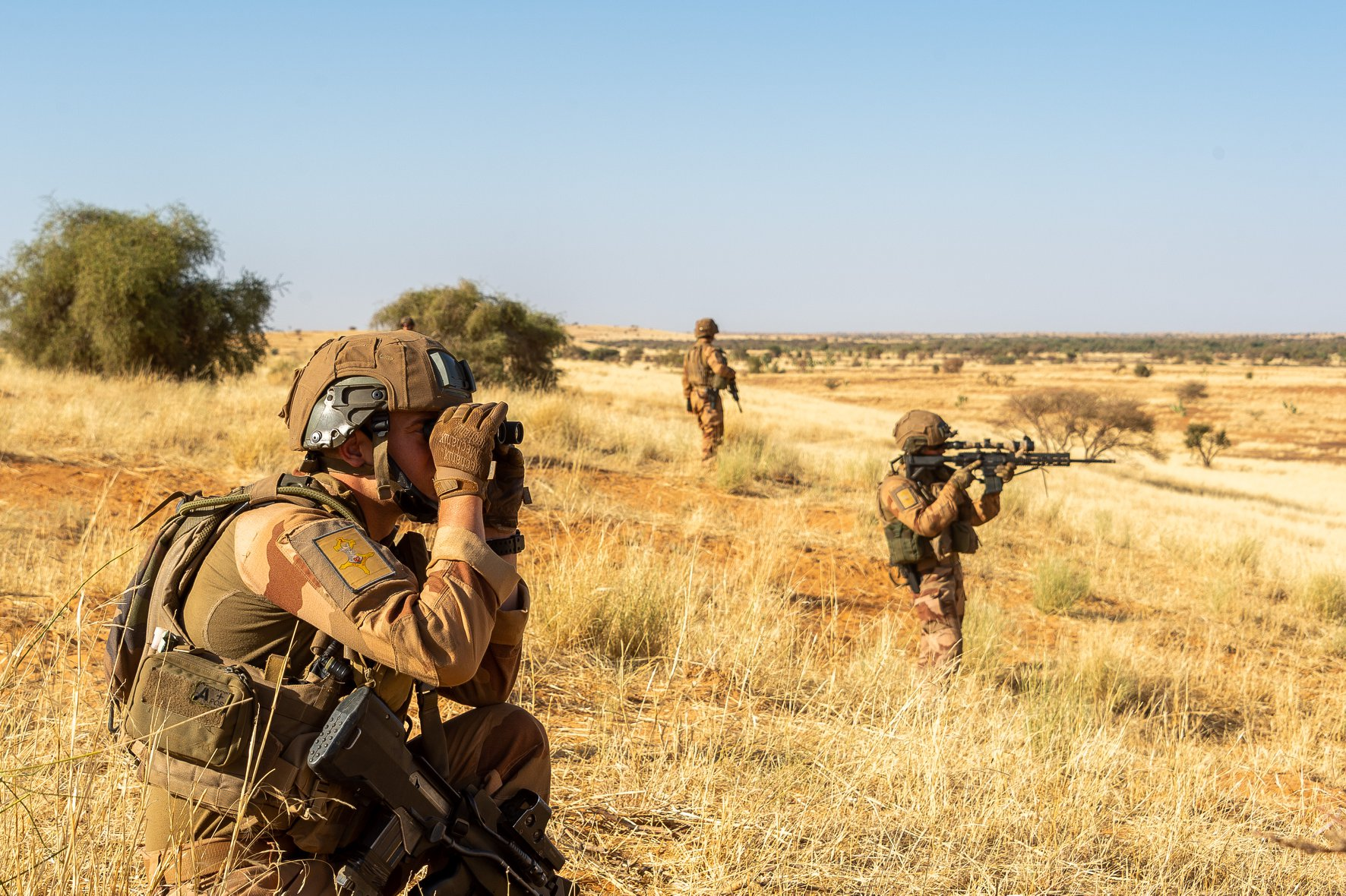
Truppe francesi in azione in una zona del Sahel nell'ambito dell'operazione Barkhane

L'intensificarsi degli attacchi jihadisti in Burkina Faso portò, tra il 27 marzo e il 10 aprile 2017, a un'azione di rastrellamento congiunta (operazione Panga) di truppe burkinabè, maliane e francesi dell'operazione Barkhane lungo la zona di confine tra Mali e Burkina Faso a sud di Hombori. Nonostante l'impiego di 1300 soldati appoggiati da 200 veicoli, dieci elicotteri e droni da ricognizione, tuttavia, l'operazione portò all'uccisione di due soli terroristi, alla cattura di altri otto miliziani e all'arresto di una decina di sospetti; un soldato francese rimase ucciso nel corso dell'operazione. Ad ogni modo, informazioni di intelligence raccolte durante l'operazione Panga consentirono alle truppe francesi di lanciare, tra il 29 e il 30 aprile, un'incursione contro una base di miliziani di Ansarul Islam nella zona della foresta di Foulsaré a sud di Hombori, a cavallo della frontiera tra Mali e Burkina Faso (operazione Bayard): con l'impiego anche di aerei da caccia ed elicotteri d'attacco, le unità francesi uccisero circa 20 terroristi oltre a catturare armi ed equipaggiamenti. Il leader di Ansarul Islam, Ibrahim Malam Dicko, sfuggì di poco all'incursione francese ma sarebbe morto di lì a pochi giorni dopo, pare a causa del diabete di cui era afflitto oppure di fame e sete; il fratello minore Djaffar Dicko lo rimpiazzò poi alla guida dell'organizzazione. Un'ulteriore operazione congiunta di truppe burkinabè, maliane e francesi prese di mira, tra il 28 maggio e il 1º giugno, i campi jihadisti nascosti nella foresta di Serma, circa 200 chilometri a sud di Gao lungo il confine tra Mali e Burkina Faso (operazione Dague): l'azione portò all'uccisione di circa 20 miliziani e al sequestro di varie armi.
Le operazioni di controinsorgenza delle forze di sicurezza burkinabè lungo il confine con il Mali furono accompagnate da violenze sulla popolazione civile locale, sospettata di appoggiare i miliziani: un rapporto di Human Rights Watch rilevò, nel giugno 2017, casi di detenzione arbitraria, punizioni corporali, omicidi e incendi di proprietà commessi dalle truppe burkinabè nei villaggi di confine nel dipartimento di Djibo. I gruppi jihadisti sfruttarono abilmente le tensioni etniche, le mancanze delle autorità, le dispute per la terra e le proteste locali contro corruzione e clientelismo politico per consolidare la loro presenza in Burkina Faso; in particolare, i qaedisti di JNIM subentrarono in gran parte ad Ansarul Islam nelle operazioni nelle regioni settentrionali del paese, mentre i gruppi affiliati allo Stato Islamico, ostili alle altre formazioni jihadiste tanto quanto lo erano alle autorità governative, si insediavano progressivamente nelle zone orientali del Burkina Faso.

### L'escalation della violenza

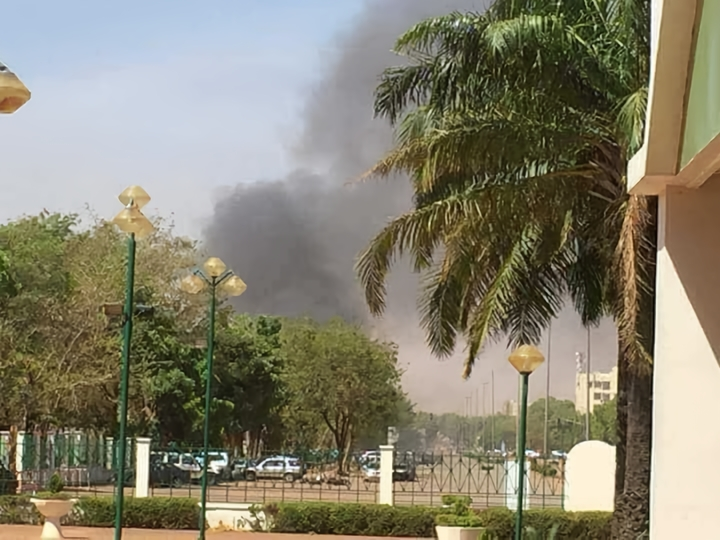
Fumo nero si alza nei pressi dell'ambasciata di Francia a Ouagadougou nel corso degli attentati del 2 marzo 2018

Nonostante le operazioni di controinsorgenza, i gruppi fondamentalisti conservarono la loro capacità di condurre attacchi in varie zone del paese. La sera del 13 agosto 2017 un commando jihadista di quattro uomini attaccò un locale frequentato da stranieri in pieno centro nella capitale Ouagadougou, assassinando 18 civili prima che le forze di sicurezza riuscissero a riprendere il controllo della situazione uccidendo due degli assalitori. Il 17 agosto 2017, tre soldati burkinabè rimasero uccisi vicino al villaggio di Touronata nel dipartimento di Tongomayel nel nord quando il loro veicolo venne investito dallo scoppio di un ordigno esplosivo improvvisato nascosto lungo la strada, primo attacco di questo tipo verificatosi in Burkina Faso ma divenuto ben presto un fatto comune: in meno di una settimana alla fine di settembre, tre attacchi con ordigni esplosivi ai danni di convogli e veicoli di pattuglia nel dipartimento di Djibo causarono un totale di due morti e nove feriti tra le forze di sicurezza burkinabè. Il 9 novembre, invece, le forze di sicurezza burkinabè rivendicarono l'uccisione di una dozzina di militanti di Ansarul Islam durante un'operazione antiterrorismo nel dipartimento di Nassoumbou, al confine con il Mali.
Il 2 marzo 2018 le milizie fondamentaliste tornarono a colpire la capitale burkinabè: un commando lanciò un attacco coordinato con armi ed esplosivi contro il quartier generale dell'esercito e l'ambasciata di Francia a Ouagadougou, innescando una battaglia che lasciò sul terreno otto morti e 64 feriti tra le forze di sicurezza burkinabè e otto morti e due catturati tra i jihadisti; l'attacco fu poi rivendicato dai qaedisti di JNIM. Le operazioni di sicurezza delle forze burkinabè indebolirono notevolmente le capacità di Ansarul Islam nel nord del paese, ma di converso nel corso del 2018 si assistette a una vasta serie di attacchi nella Regione dell'Est del Burkina Faso, una zona prima mai interessata dalla guerra: tra il febbraio e il settembre 2018 vennero registrati ventidue attacchi contro convogli dell'esercito, stazioni di polizia e presidi della gendarmeria, portati tramite ordigni esplosivi improvvisati oppure condotti da gruppi mobili di combattenti in sella a motociclette, che sfruttavano come copertura le vaste regioni forestali lungo il confine tra Burkina Faso, Niger e Benin. In risposta a questi attacchi, in ottobre le forze di sicurezza burkinabè, appoggiate da aerei, elicotteri e veicoli francesi, lanciarono una vasta operazione di rastrellamento nelle zone forestali dei dipartimenti di Bogandé e Pama nella Regione dell'Est; gli scontri continuarono fino alla fine dell'anno, e ai primi di dicembre quattro gendarmi e sei miliziani jihadisti rimasero uccisi in attacchi nel dipartimento di Fada N'gourma.

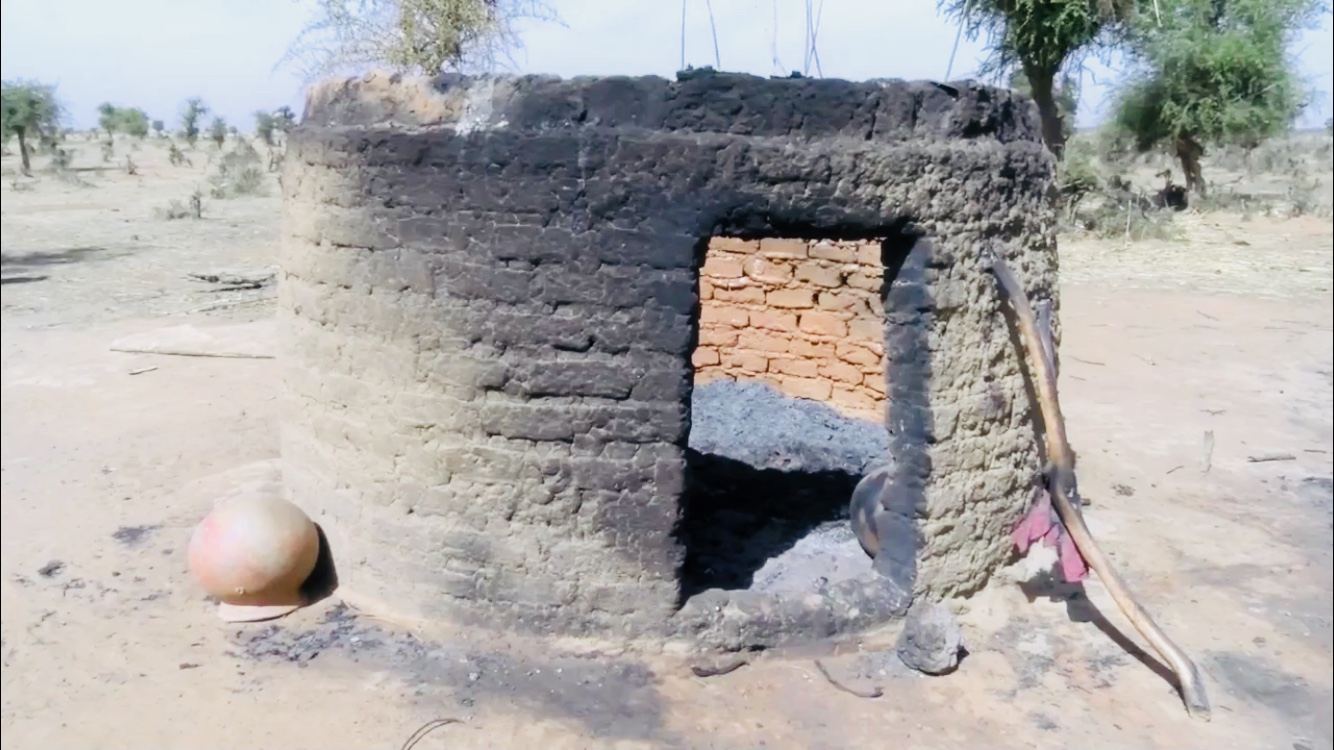
Una casa nel villaggio di Yirgou (dipartimento di Barsalogho) bruciata durante gli scontri inter-etnici del gennaio 2019

Con l'incremento degli attacchi islamisti il Burkina Faso iniziò a ricevere un maggior sostegno da parte degli Stati Uniti: nel 2018 e nel 2019 l'amministrazione Trump versò al governo di Ouagadougou un totale di 100 milioni di dollari in aiuti per la sicurezza (due terzi del valore complessivo delle spese per la difesa sostenute dal paese nel 2016), facendo del Burkina Faso uno dei principali beneficiari dell'assistenza statunitense in Africa occidentale. A dispetto di ciò, il 2019 fu caratterizzato da sanguinosi massacri di civili nelle regioni settentrionali del paese. Il 1º gennaio 2019 un attacco di milizie fondamentaliste contro un villaggio del dipartimento di Barsalogho causò la morte di sei civili; come rappresaglia gli abitanti del villaggio, appartenenti al gruppo etnico maggioritario dei Mossi, lanciarono attacchi contro le comunità locali della minoranza Fulani, accusata di collaborare con i fondamentalisti: negli scontri rimasero uccise 72 persone mentre altre 6000 dovettero lasciare le loro case. Il 10 gennaio miliziani fondamentalisti massacrarono dodici civili in un villaggio del dipartimento di Arbinda, mentre il 27 gennaio altri dieci civili furono uccisi in un altro villaggio dello stesso dipartimento; tra il 3 e il 4 febbraio terroristi attaccarono un villaggio nel dipartimento di Ouahigouya uccidendo 14 civili. In risposta a questi massacri, all'inizio di febbraio 2019 le forze di sicurezza burkinabè lanciarono una vasta operazione di rastrellamento in tre dipartimenti del nord, rivendicando l'uccisione di 146 terroristi o presunti tali; varie organizzazioni locali per i diritti umani, come pure Human Rights Watch, accusarono tuttavia le truppe burkinabè di essersi macchiate durante l'operazione di ripetuti crimini contro la popolazione locale, tra cui l'esecuzione sommaria di circa 60 civili. Un rapporto di Human Rights Watch rilevò un drammatico aumento della violenza sui civili nella Regione del Sahel nel nord del Burkina Faso, censendo, nel periodo compreso tra la metà del 2018 e il febbraio 2019, 42 omicidi di civili eseguiti dai gruppi islamisti e 116 esecuzioni sommarie perpetrate dalle forze di sicurezza governative; la violenza degli islamisti innescò scontri e rappresaglie tra diversi gruppi etnici, che tra il 31 marzo e il 2 aprile causarono 62 morti e migliaia di sfollati nel dipartimento di Arbinda.
Dalla fine di aprile 2019, inoltre, i jihadisti iniziarono a lanciare attacchi mirati alle comunità cristiane, sia nella Regione del Sahel sia nella Regione del Centro-Nord prima poco toccata dai combattimenti: il 28 aprile miliziani attaccarono un tempio protestante in un villaggio del dipartimento di Tongomayel, assassinando sei persone tra cui il locale pastore; il 12 maggio un commando islamista attaccò una chiesa cattolica nel dipartimento di Dablo durante una funzione, uccidendo sei persone tra cui il prete, saccheggiando l'edificio e ordinando ai fedeli di convertirsi all'islam; il 13 maggio uomini armati attaccarono una processione cattolica nella Provincia di Bam, giustiziando quattro persone e bruciando una statua di Maria. Gli attacchi si estesero poi alla Regione dell'Est: il 6 novembre jihadisti armati tesero un'imboscata a un convoglio di minatori nel dipartimento di Fada N'gourma, uccidendo 39 persone e ferendone altre 60; il 1º dicembre miliziani islamisti attaccarono un tempio protestate nel dipartimento di Foutouri, uccidendo il pastore e 13 fedeli che partecipavano a una funzione. La Regione del Sahel rimase comunque l'epicentro degli scontri: il 10 maggio quattro ostaggi catturati da un gruppo jihadista (due francesi, uno statunitense e un sudcoreano) vennero liberati da un raid delle forze speciali francesi dei Commandos Marine nel dipartimento di Gorom-Gorom, azione nel corso della quale due soldati francesi e quattro terroristi rimasero uccisi; il 3 novembre islamisti armati assassinarono il sindaco del città di Djibo; il 24 dicembre un commando lanciò un attacco simultaneo a una caserma della gendarmeria e a un campo profughi ad Arbinda, uccidendo sette gendarmi e 35 civili (in maggioranza donne); il 27 dicembre lo Stato Islamico rivendicò un attacco a una base militare nella Provincia di Soum, nel corso del quale 37 civili rimasero uccisi. Un rapporto di Human Rights Watch censì un totale di più di 250 uccisioni di civili perpetrate dai gruppi islamisti tra l'aprile e il dicembre 2019, ma alla violenza contro i civili non furono estranee le stesse forze di sicurezza governative, a cui un rapporto di un'organizzazione internazionale attribuì la responsabilità della morte di 421 persone nel corso del 2019. La maggior parte delle vittime civili della repressione governativa apparteneva alla minoranza etnica dei Fulani, pastori seminomadi prevalentemente di religione musulmana, discriminati e stigmatizzati dalla maggioranza stanziale della popolazione burkinabè benché anch'essi fossero oggetto della violenza degli islamisti; in effetti, i Fulani divennero ben presto il principale bacino di reclutamento dei gruppi jihadisti del Burkina Faso, per quanto molti di loro scelsero l'arruolamento nelle milizie islamiste più per difendersi dalle aggressioni delle forze governative che per credo ideologico.

### Il deteriorarsi della sicurezza interna

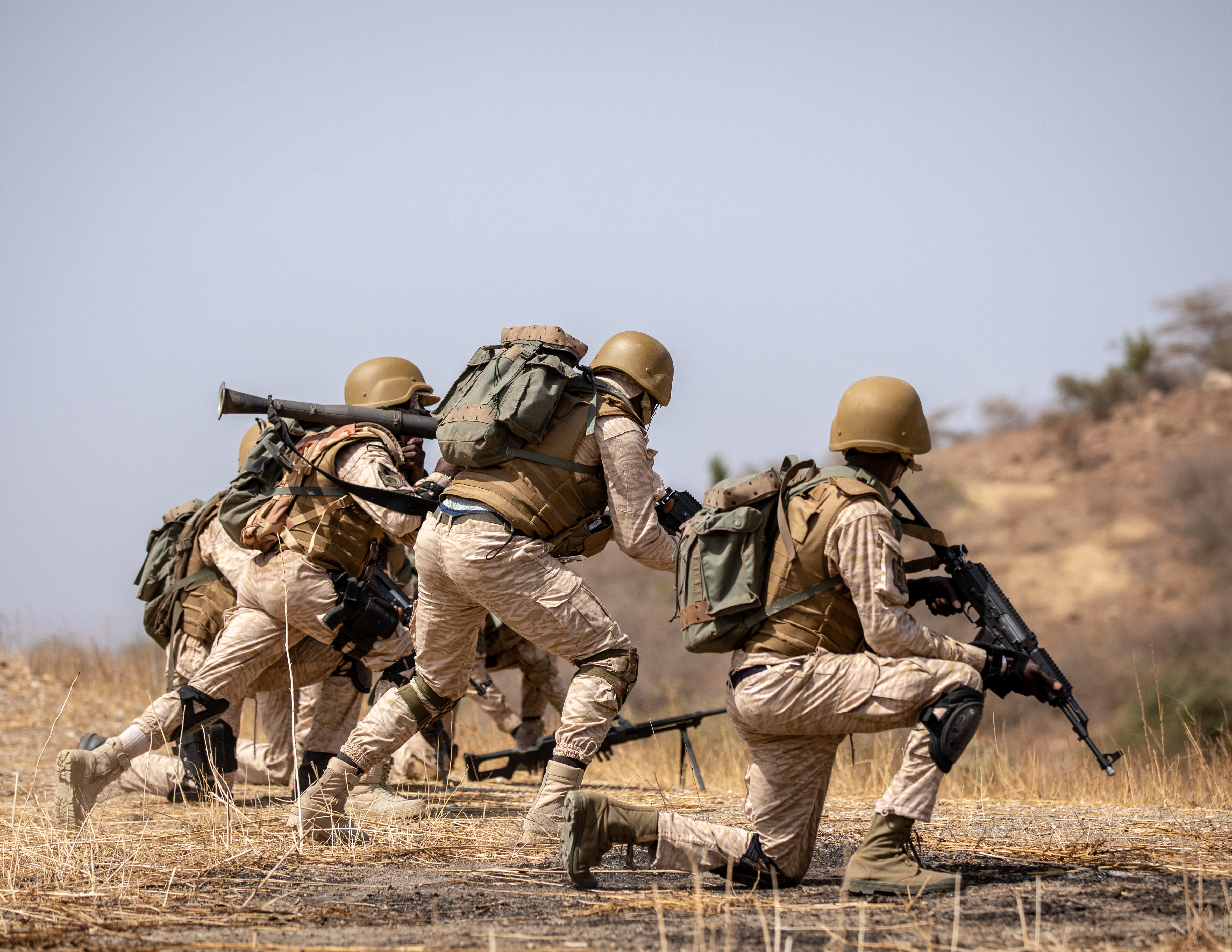
Soldati burkinabè in addestramento in una foto del 2020

Gli anni successivi videro un costante incremento del livello di violenza: tra il giugno 2019 e il giugno 2020 venne censito un totale di 516 attacchi jihadisti in tutto il Burkina Faso, superando nettamente il numero di attacchi registrati nello stesso periodo nei confinanti Mali (361) e Niger (118) e facendo del paese l'epicentro dell'insurrezione islamista in Africa occidentale. Il 20 gennaio 2020 gruppi islamisti attaccarono villaggi nel distretto di Barsalogho nella Regione del Centro-Nord, causando un totale di 36 vittime civili; il 25 gennaio i jihadisti attaccarono il villaggio di Silgadji nel dipartimento di Tongomayel, uccidendo 39 civili e spargendo di ordigni esplosivi le strade della zona in modo da rallentare la reazione delle forze di sicurezza burkinabè; il 16 febbraio la chiesa protestante del villaggio di Pansi nel dipartimento di Boundoré venne attaccata da terroristi islamisti che lasciarono sul terreno 24 civili uccisi. Nel tentativo di contenere la violenza, nel gennaio 2020 il parlamento di Ouagadougou approvò una legge per il reclutamento di milizie volontarie civili incaricate di proteggere i villaggi nelle zone rurali; questa legge finì tuttavia con il legalizzare i Koglweogo ("guardiani della boscaglia" in lingua more), vigilantes improvvisati che nelle campagne si sostituivano a polizia e giudici amministrando una sbrigativa giustizia sommaria. La presenza di simili milizie improvvisate non fece che aumentare il livello di violenza interetnica e gli attacchi indiscriminati ai civili: l'8 marzo 2020 gruppi di autodifesa assalirono, per rappresaglia alle azioni dei jihadisti, due villaggi del dipartimento di Barga abitati prevalentemente da Fulani, massacrando 43 persone. Lo stato di insicurezza era ormai endemico in varie zone del paese: nel novembre 2020, in occasione delle elezioni generali che videro la riconferma di Kaboré alla presidenza, in vari dipartimenti del nord e dell'est del paese non fu possibile aprire i seggi elettorali a causa della paura di attacchi e attentati.
Le azioni delle forze di sicurezza non sortirono particolari effetti, e gli attacchi contro i civili andarono in crescendo. Nella notte tra il 4 e il 5 giugno 2021 assalitori non identificati attaccarono la caserma della milizia di autodifesa nel capoluogo del dipartimento di Solhan, dopodiché si diressero verso il sito minerario adiacente alla cittadina sparando contro chiunque trovassero sul loro cammino. Quello di Solhan fu il singolo massacro più sanguinoso dall'inizio della guerra, con 160 morti tra uomini, donne e bambini; il governo burkinabè proclamò tre giorni di lutto nazionale, e anche il segretario generale delle Nazioni Unite António Guterres espresse condanna per l'accaduto. Il 4 agosto 2021 un attacco jihadista vicino al confine con il Niger causò la morte di 19 soldati burkinabè e 11 civili; il 20 agosto seguente una pesante battaglia interessò la cittadina di Gorgadji nel nord: le forze di sicurezza rivendicarono l'uccisione nello scontro di 58 terroristi, ma sul terreno rimasero anche 15 gendarmi, sei membri delle milizie di autodifesa e 59 civili. Il 14 novembre diverse centinaia di miliziani fondamentalisti attaccarono una base della gendarmeria burkinabè nella cittadina di Inata nella Provincia di Soum: l'azione si risolse nella peggior perdita di vite umane registrata delle forze di sicurezza burkinabè in un singolo scontro, con 54 gendarmi e tre civili rimasti uccisi. Lo scontro diede un grave colpo al morale delle forze armate burkinabè e fece aumentare notevolmente le proteste contro il governo di Kaboré, accusato di comportamento inetto nel contrasto dell'insurrezione islamista. Il 23 dicembre 2021 imboscate dei miliziani jihadisti causarono 41 vittime nella Provincia di Loroum, in maggioranza membri dei gruppi di autodifesa dei "Volontaires pour la défense de la patrie" (VDP).

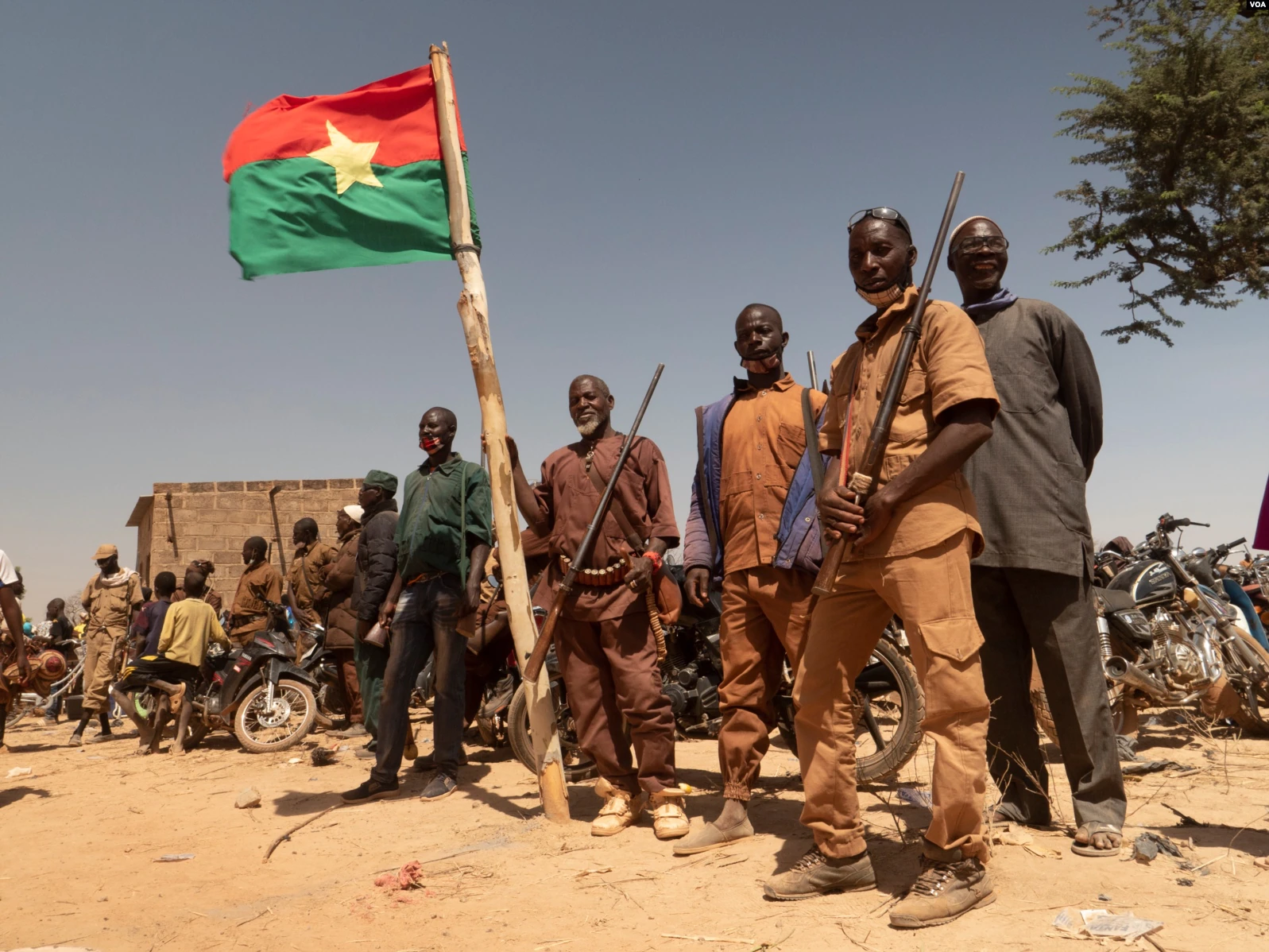
Membri di un'unità di autodifesa dei "Volontaires pour la défense de la patrie" (VDP) fotografati durante una cerimonia nel 2021

Il 2022 si aprì con una grossa operazione di rastrellamento congiunta delle forze burkinabè e francesi in una vasta aerea del dipartimento di Kelbo nel nord del paese (operazione Labingol 1); l'azione, durata dal 16 al 23 gennaio, portò secondo le dichiarazioni dei militari burkinabè all'uccisione o cattura di 163 terroristi. Simili successi si rivelarono tuttavia effimeri, e il paese era ormai in crisi profonda: a causa delle ostilità più di un milione di burkinabè era sfollato interno al paese, mentre più di tre milioni stavano sperimentando condizioni di insicurezza alimentare. Il dissenso popolare verso l'amministrazione di Kaboré andava crescendo sempre di più, culminando nel novembre 2021 in vaste proteste di piazza contro il presidente; Kaboré cercò di placare il malcontento facendo dimettere il gabinetto del primo ministro Christophe Joseph Marie Dabiré e diversi degli alti vertici delle forze armate. Le proteste di piazza contro Kaboré andarono tuttavia avanti, e il dissenso contro il presidente cresceva tra gli stessi soldati: l'11 gennaio 2022 il governo annunciò di aver sventato un piano di golpe ordino da otto militari burkinabè. Il 23 gennaio, infine, i militari si sollevarono in massa mettendo in atto l'ennesimo colpo di Stato nella storia del Burkina Faso: Kaboré fu deposto e messo agli arresti domiciliari, venendo sostituito da una giunta militare (Mouvement Patriotique pour la Sauvegarde et la Restauration) guidata dal tenente colonnello Paul-Henri Sandaogo Damiba; la costituzione venne sospesa, e il governo e il parlamento furono sciolti.
Il golpe acuì le tensioni tra Burkina Faso e Francia, frutto anche di un generale clima anti-francese che spirava nell'intero Sahel e che aveva costretto Parigi ad annunciare, nel febbraio 2022, la fine dell'operazione Barkhane e il ritiro dei suoi 2000 soldati presenti in Mali, dopo la richiesta in tal senso avanzata dalla locale giunta militare salita al potere con un golpe nel maggio 2021. Non giovò ai buoni rapporti tra Ouagadougou e Parigi l'incidente verificatosi in 10 febbraio nel distretto di Ouahigouya: durante un'operazione contro Ansarul Islam conclusasi con l'uccisione di dieci miliziani, le truppe francesi uccisero per errore anche quattro civili burkinabè.
Il conflitto intanto continuava sempre più feroce. Il 12 febbraio 2022 aerei francesi bombardarono lungo il confine sud-orientale del Burkina Faso una base di miliziani jihadisti, ritenuti responsabili di alcuni attentati avvenuti giorni prima nel vicino Benin e che avevano causato la morte di otto poliziotti locali e un funzionario francese; gli ufficiali francesi affermarono di aver eliminato 40 terroristi nel corso di questo attacco. A partire dal 17 febbraio, tuttavia, gruppi di miliziani di JNIM e Ansarul Islam lanciarono un'operazione su vasta scala nella Provincia di Soum, facendo saltare in aria i ponti, minando le strade e interrompendo tutti i collegamenti terrestri che portavano al capoluogo provinciale, Djibo: circa 350000 persone tra abitanti originari e sfollati fuggiti da tutta la provincia si ritrovarono assediati nella città, completamente tagliati fuori da ogni approvvigionamento di cibo, carburante e medicine. Il 20 aprile funzionari locali tentarono di organizzare una tregua con i jihadisti burkinabè di Ansarul Islam in modo da far riprendere le consegne di cibo alla città, ma l'accordo naufragò nel giro di pochi giorni anche a causa degli attacchi indiscriminati delle milizie di autodifesa VDP. Da allora, a parte alcune consegne di generi di prima necessità portate a termine via elicottero, l'unica forma di collegamento tra Djibo e il resto del paese rimasero alcuni convogli di approvvigionamento organizzati periodicamente sotto forte scorta dei militari burkinabè, convogli frequentemente oggetto delle imboscate dei jihadisti. Gli scontri interessavano ormai quasi tutto il paese: il 10 giugno undici poliziotti burkinabè vennero uccisi in un attacco a un posto di controllo nel dipartimento di Seytenga nel nord, mentre uno scontro nella Provincia di Kossi nell'ovest lasciò quattro gendarmi morti sul terreno; tra il 12 e il 13 giugno violenze perpetrare da gruppi armati causarono tra i 100 e i 165 morti nel dipartimento di Seytenga, obbligando circa 3000 civili a lasciare le loro case; il 15 giugno sette membri delle milizie di autodifesa VDP vennero uccisi in scontri nel dipartimento di Bouroum nella Regione del Centro-Nord. Il 18 giugno un funzionario della Comunità economica degli Stati dell'Africa occidentale dichiarò che il 40% del Burkina Faso era ormai fuori dal controllo delle autorità governative; quasi a conferma di ciò, il 22 giugno la giunta al governo a Ouagadougou annunciò la creazione di due vaste "zone militari", una nella Regione del Sahel vicino al confine con il Mali e una nella Regione dell'Est vicino al confine con il Benin, ordinando ai civili che vi risiedevano di lasciare le loro case entro due settimane: nelle zone fu vietata ogni attività civile, e venne dato mandato alle forze armate burkinabè di operarvi senza alcuna restrizione all'uso della forza.

### Cambi di alleanze

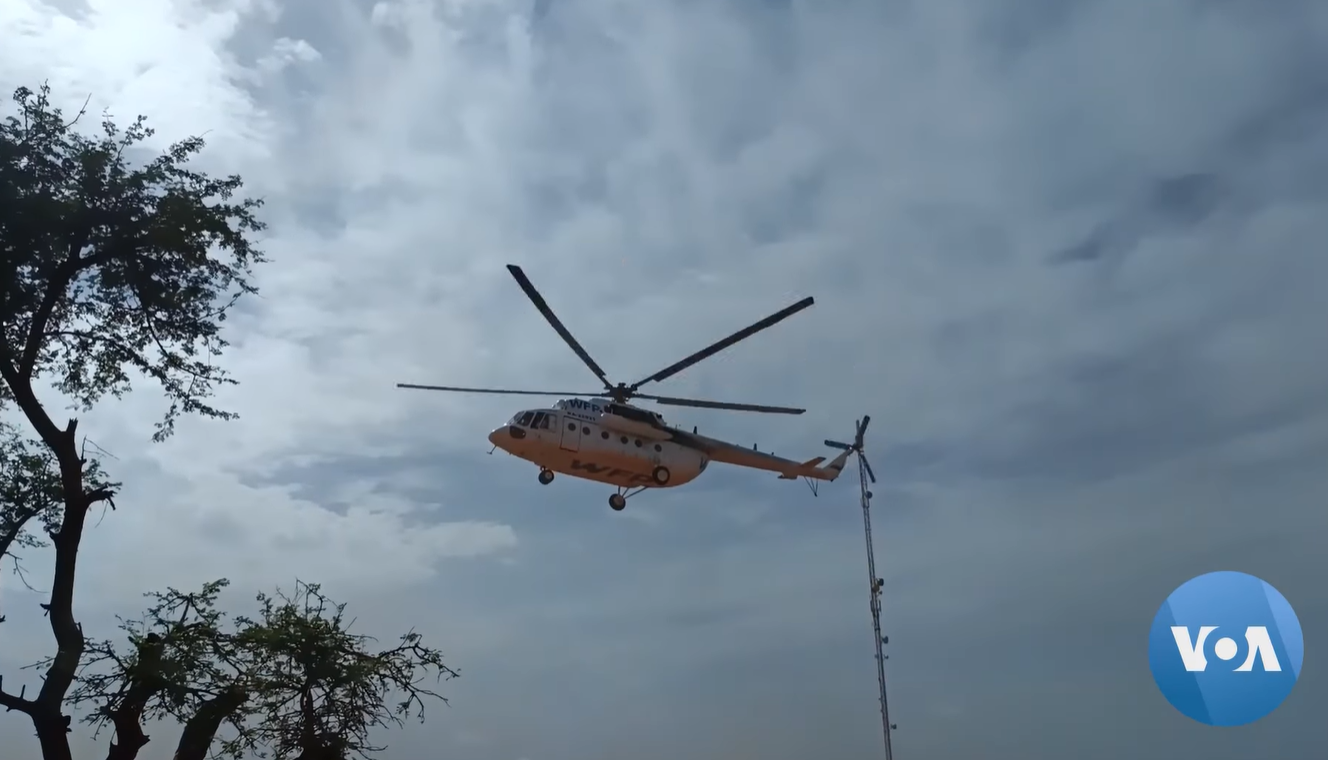
Un elicottero del Programma alimentare mondiale recapita viveri nell'assediata città di Djibo nel settembre 2022

Nonostante i loro sforzi, le forze armate burkinabè stentavano ormai non solo nel mantenere il controllo della situazione, ma anche nel proteggere sè stesse dagli attacchi dei jihadisti. Nell'arco di due settimane a cavallo tra luglio e agosto 2022, una serie di imboscate, incursioni contro villaggi e ordigni esplosivi collocati sulle strade nella Provincia di Bam nella Regione del Centro-Nord causarono in totale la morte di 19 soldati, 14 miliziani dei VDP e cinque civili; il 26 settembre seguente un enorme convoglio, che tentava di rifornire di cibo l'assediata Djibo, cadde in un'imboscata dei miliziani di JNIM a 25 chilometri a sud della città: almeno 95 veicoli vennero distrutti lungo un tratto di strada di più di cinque chilometri, con 27 soldati e dieci civili burkinabè rimasti uccisi. Davanti al crollo del sostegno popolare causato dall'evidente fallimento nel riportare ordine e sicurezza nel paese, il 30 settembre la giunta militare salita al potere dopo il colpo di Stato del gennaio precedente venne a sua volta rovesciata da un golpe ordito da alcune unità dell'esercito burkinabè: il presidente Damiba venne deposto e rimpiazzato da una nuova giunta militare guidata dal capitano Ibrahim Traoré.
Il golpe segnò non solo l'ennesimo cambio di governo violento della storia del Burkina Faso, ma anche un rovesciamento del regime di alleanze del paese. Il golpe fu accompagnato da manifestazioni di piazza in suo sostegno, nel corso delle quali i manifestanti lanciarono slogan contro la Francia e a favore dell'alleanza con la Russia; i manifestanti tentarono un assalto all'ambasciata di Francia a Ouagadougou, cercando di abbattere la recinzione perimetrale e lanciando pietre contro l'edificio, oltre a devastare un centro culturale francese nella città di Bobo-Dioulasso. Una volta salito al potere Damiba aveva promesso di allacciare nuovi legami militari con la Russia, che tramite i mercenari della compagnia militare privata "Gruppo Wagner" era intervenuta alla fine del 2021 nel vicino Mali per sostenere la giunta militare al potere nella sua lotta contro i gruppi islamisti locali, sostituendosi alle truppe francesi della terminata operazione Barkhane; Damiba aveva in seguito rinnegato questa promessa e mantenuto i tradizionali legami militari e politici con la Francia, generando un profondo malcontento negli ambienti militari burkinabè. Traoré, al contrario, impresse subito una netta svolta: nel giro di pochi mesi la nuova giunta al potere espulse l'ambasciatore di Francia e dichiarò cessato l'accordo di cooperazione militare tra Parigi e Ouagadougou, ordinando alle truppe francesi di lasciare il Burkina Faso; il ritiro delle truppe francesi venne avviato nel febbraio 2023 e completato nel giro di poco tempo. Contemporaneamente, Traoré avviò una campagna di contatti politici con la Russia, definita come «un alleato strategico» per il Burkina Faso: nel luglio 2023 Traoré partecipò personalmente al summit Russia-Africa a San Pietroburgo, dove espresse sostegno all'invasione russa dell'Ucraina e richiese un incremento della cooperazione militare tra Russia e Burkina Faso; a differenza che in Mali, comunque, Traoré preferì non appoggiarsi ai contractor privati come i "Wagner", mantenendo una cooperazione diretta con la Russia.

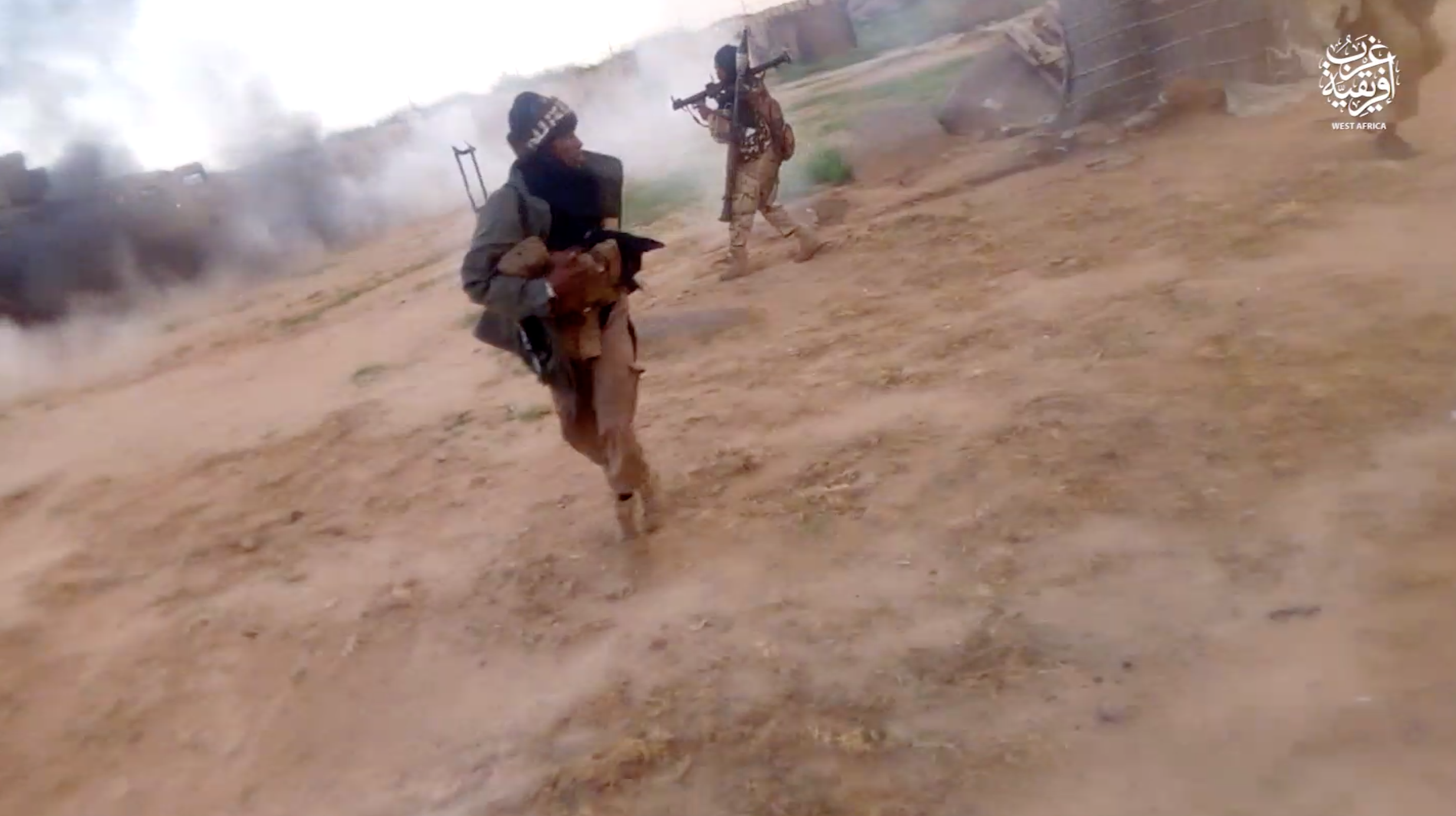
Miliziani jihadisti ripresi durante un attacco a una base militare burkinabè nel 2021

Il conflitto intanto proseguiva. Il 2022 si chiuse sanguinosamente: il 9 novembre l'artiglieria dell'esercito burkinabè bombardò quattro villaggi nei dintorni di Djibo, uccidendo 50 civili che vi abitavano; nella notte tra il 30 e il 31 dicembre, invece, paramilitari del VDP uccisero per rappresaglia 28 civili nella città di Nouna nella Provincia di Kossi. La nuova giunta al potere proclamò una mobilitazione generale, armando grosse formazioni di miliziani paramilitari reclutati su base etnica (i VDP passarono da 28000 a 90000 uomini in armi alla fine dell'anno) e aumentando gli attacchi aerei tramite droni, ma l'aprile del 2023 vide una successione di massacri: tra il 6 e il 7 aprile miliziani islamisti attaccarono le cittadine di Kourakou e Tondobi nella Provincia di Séno vicino al confine con il Niger, massacrando indiscriminatamente 44 civili apparentemente come rappresaglia per il linciaggio di due loro compagni avvenuto giorni prima; il 15 aprile i jihadisti attaccarono un distaccamento militare nei pressi del villaggio di Aoréma nel dipartimento di Ouahigouya, uccidendo sei soldati e 34 miliziani dei VDP. Come rappresaglia per questo attacco, il 20 aprile successivo una formazione di truppe regolari burkinabè e paramilitari dei VDP circondò il vicino villaggio di Karma e massacrò tra 60 e 150 dei suoi abitanti, oltre a saccheggiare case, negozi e la moschea locale; il massacro di Karma rappresentò la prima strage perpetrata dalle forze governative burkinabè contro membri del gruppo etnico maggioritario dei Mossi, rispetto ai precedenti massacri che avevano preso di mira principalmente la minoranza dei Fulani. Le offensive delle forze di sicurezza stentavano tuttavia nel raggiungere obiettivi duraturi, ed erano sempre più costose in termini di vite umane: ai primi di settembre 2023, scontri nella Provincia di Yatenga costarono la vita a 17 soldati e 36 miliziani dei VDP. Il 6 novembre uomini armati non identificati massacrarono circa 100 civili, compresi donne e bambini, nel villaggio di Zaongo; il 26 novembre invece diverse centinaia di miliziani di JNIM sferrarono un attacco su vasta scala contro l'assediata città di Djibo, occupando una base militare ed entrando per alcune ore nell'abitato prima di esserne ricacciati fuori dagli attacchi aerei e dei droni governativi: le autorità burkinabè annunciarono l'uccisione nell'attacco di circa 400 terroristi, ma il conteggio delle vittime civili ammontò ad almeno 40 morti e 42 feriti. Attacchi di JNIM in dicembre a basi militari nei dipartimenti di Nouna, Sollé e Gorgadji causarono pesanti perdite alle forze di sicurezza burkinabè, indicate in circa 60 morti.
Il 25 gennaio 2024 le prime truppe russe arrivarono a Ouagadougou: questo primo contingente, circa 100 uomini, era destinato non tanto al contrasto diretto dei jihadisti quanto all'addestramento dei reparti di élite dell'esercito burkinabè, oltre che a sostenere la tenuta della giunta di Traoré in particolare dopo due falliti tentativi di golpe contro di essa, avvenuti nel settembre 2023 e nel gennaio 2024.

### Azioni su vasta scala

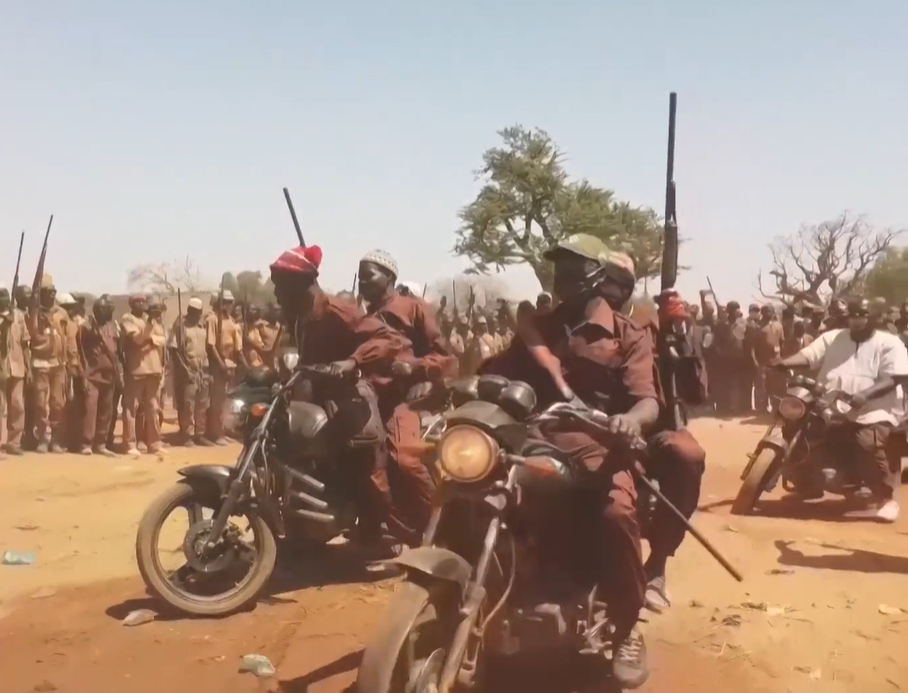
Una colonna di miliziani dei VDP burkinabè

I primi mesi del 2024 videro una serie di azioni su vasta scala di JNIM nella Provincia di Gourma nell'est del paese, concentrata lungo le strade e le zone rurali attorno al capoluogo provinciale di Fada N'gourma, il più grande centro abitato del sud-est del Burkina Faso: furono censiti almeno otto attacchi tra la fine di gennaio e la fine di febbraio di cui sei con 10 o più vittime (a fronte di quattro attacchi con più di dieci vittime registrati nella stessa provincia in tutto il 2023); il più sanguinoso di questi attacchi avvenne il 7 febbraio, quando i miliziani islamisti assalirono un villaggio nel dipartimento di Tibga uccidendo almeno 50 persone. Colpire sanguinosamente i civili era ormai divenuta una strategia abituale per JNIM, non solo al fine di minare l'autorità governativa e dissuadere le persone dal collaborare con le forze di sicurezza, ma anche per spingere gli abitanti dei villaggi rurali ad ammassarsi nei centri urbani principali, poi tagliati fuori e assediati dai jihadisti: la pressione psiologica e umanitaria di un assedio era volta a spingere al negoziato i leader locali, garantendo ai miliziani un controllo indiretto e libertà di movimento nella regione anche senza la necessità di prendere possesso delle città.
Il livello di violenza messo in campo tanto dai fondamentalisti quanto dalle forze di sicurezza era sempre più in aumento: tra il 24 e il 25 febbraio gruppi jihadisti lanciarono attacchi coordinati contro vari bersagli in lungo e in largo per il Burkina Faso, tra cui una chiesa nel dipartimento di Gorom-Gorom, una moschea nel dipartimento di Fada N'gourma e una base militare nel dipartimento di Ouahigouya. Come risposta, il 25 febbraio le truppe burkinabè assalirono due villaggi nel dipartimento di Thiou accusati di offrire assistenza ai jihadisti: secondo un resoconto di Humans Right Watch, l'azione si risolse nel massacro di 223 civili inermi tra cui 56 bambini, una delle peggiori atrocità commesse dalle forze di sicurezza burkinabè nel conflitto. Dopo la pubblicazione del rapporto di Humans Right Watch, avvenuta il 25 aprile, la giunta militare di Traoré impose il bando alla consultazione nel paese di numerose testate giornalistiche occidentali impegnate a coprire la notizia del massacro, segnando una nuova stretta delle misure repressive messe in atto contro chiunque avanzasse critiche al governo burkinabè.
Dopo aver sferrato, il 31 marzo, un vittorioso attacco contro una base militare nel dipartimento di Partiaga che lasciò sul terreno 73 morti tra soldati, paramilitari e civili inermi, JNIM trascorse il mese di aprile 2024 a consolidare il suo controllo nelle zone rurali dell'est, iniziando anche a esercitare una certa attività di governo e a raccogliere tasse tra la popolazione. Il maggio successivo, invece, i miliziani qaedisti lanciarono una serie di operazioni su vasta scala contro basi militari e posti di controllo nell'est del Burkina Faso lungo il confine con il Niger, con almeno tre attacchi portati a termine da gruppi di più di 100 miliziani armati. L'11 giugno un gruppo di almeno 400 miliziani di JNIM distrusse una base dell'esercito burkinabè vicino al confine con il Niger nel dipartimento di Mansila, uccidendo più di 100 soldati governativi; la disfatta segnò un netto incremento dello scontento all'interno dei ranghi delle forze armate verso la giunta al potere: nei giorni seguenti rapporti confusi riferirono di scontri avvenuti nei pressi del palazzo presidenziale e della stazione radiofonica di Ouagadougou, mentre Traoré scompariva dalla scena pubblica per un'intera settimana. Reparti scelti delle forze speciali, fedeli alla giunta, vennero poi richiamati nella capitale dalle zone di guerra mentre aerei russi trasportavano a Ouagadougou un contingente di truppe maliane, contribuendo a puntellare la tenuta del governo di Traoré contro questo ennesimo fallito colpo di Stato. Oltre a estendere le sue operazioni a est lungo il confine con il Niger, JNIM mantenne alta la pressione anche a ovest lungo il confine con il Mali: dopo che, nel maggio precedente, alcune riuscite operazioni dei VDP nella Provincia di Kossi avevano causato vari rovesci a gruppi di miliziani jihadisti intenti a transitare lungo il confine tra Mali e Burkina Faso, in giugno i qaedisti lanciarono nove attacchi su vasta scala nella provincia provocando un totale di 146 morti; gli attacchi furono diretti specificatamente contro le basi dei VDP nonché contro la popolazione civile, al fine di dissuadere il reclutamento di ulteriori milizie di autodifesa. Il 30 giugno invece i jihadisti tornarono a colpire l'est del paese, attaccando un'isolata base militare nel dipartimento di Partiaga e uccidendo 75 tra soldati e miliziani dei VDP.
L'agosto 2024 fu un altro mese duro per le forze di sicurezza burkinabè. Il 9 agosto miliziani di JNIM tesero un'imboscata a un convoglio militare nella Regione dell'Est, uccidendo secondo fonti locali più di 140 soldati e quasi 50 civili. Il 15 agosto, nel corso di un'imboscata complessamente strutturata, 14 membri di un'unità d'élite della gendarmeria burkinabè rimasero uccisi e altri 15 feriti nei pressi della città di Tougan nel nord-ovest. Il 25 agosto un attacco sferrato da JNIM ai danni della città di Barsalogho nel nord si risolse in un sanguinoso massacro, con i miliziani che aprirono il fuoco contro una massa di civili mobilitati dall'esercito per scavare trincee e postazioni difensive attorno al centro abitato: la stima delle vittime tra soldati, membri dei VDP e civili variò, a seconda dei resoconti, tra 200 morti e 300 feriti e oltre 500 morti in totale. Il 29 agosto un attacco a una chiesa cattolica nel dipartimento di Sanaba causò la morte di 26 civili oltre a incendi di abitazioni e furti di bestiame; il 30 agosto attacchi simultanei a una base dei VDP nei pressi di Ouahigouya nel nord e alla città di Yondé nel sud causarono un totale di almeno 23 morti.
Un rapporto di Humans Right Watch pubblicato all'inizio di settembre 2024 rilevò un elevato incremento della violenza jihadista nei confronti degli abitanti dei villaggi rurali, degli sfollati interni e dei fedeli cristiani, con il 2024 divenuto l'anno più sanguinoso di un conflitto che aveva causato ormai più di 26000 morti in totale. L'incremento del numero di morti e della violenza sui civili, impennatosi dopo la salita al potere della giunta militare di Traorè, fu attribuito dall'organizzazione al ruolo centrale assunto nel conflitto dalle milizie popolari dei VDP: da un lato, i gruppi jihadisti avrebbero preso di mira la popolazione per dissuaderla dall'arruolarsi nelle milizie di autodifesa; dall'altro lato, le autorità governative avrebbero visto con sospetto le comunità che non fornivano abbastanza reclute ai VDP, etichettandole come possibili sostenitrici dei jihadisti e prendendole di mira con operazioni antiterrorismo, facendo esplodere la violenza inter-etnica.

### L'avanzata dei jihadisti

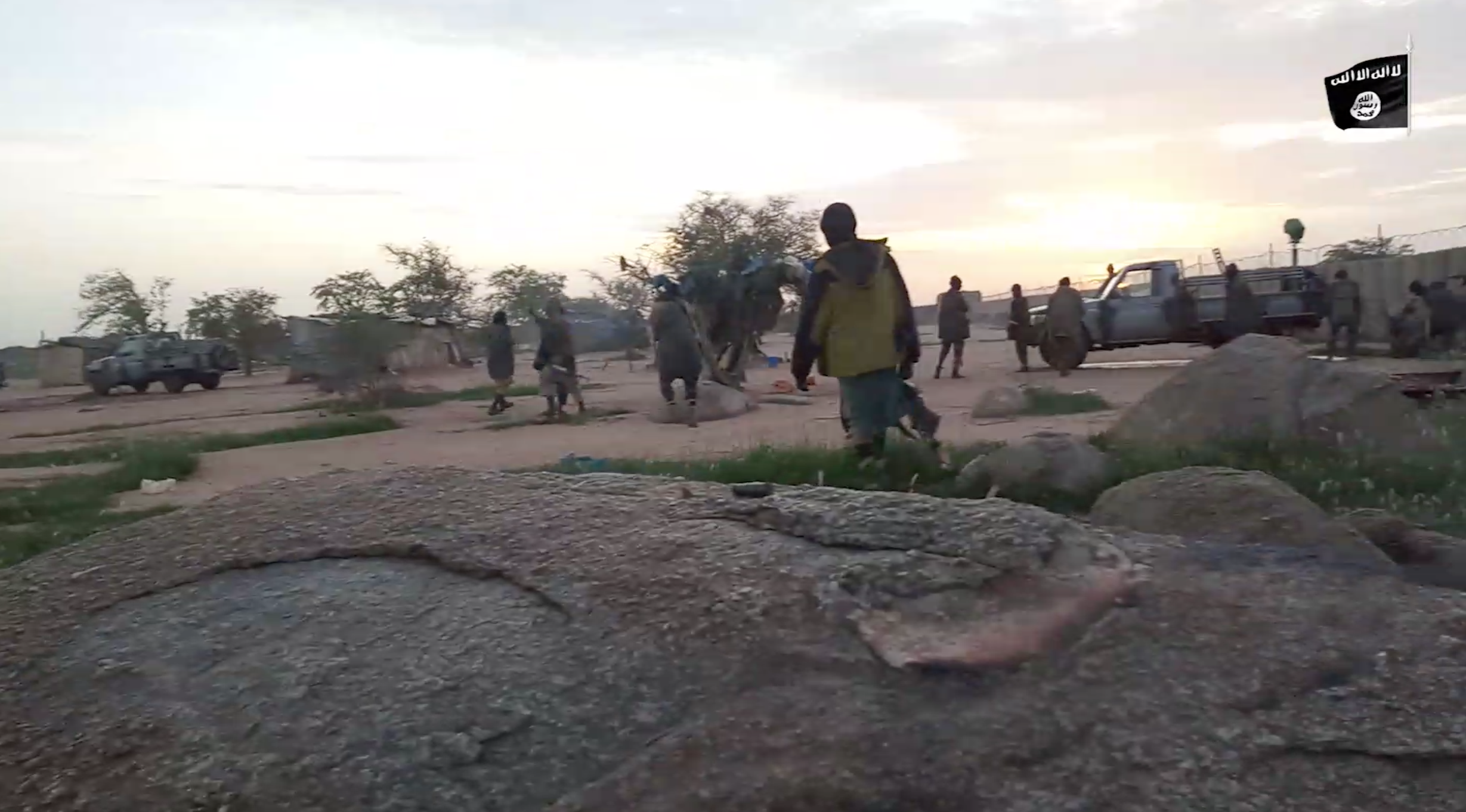
Miliziani di JNIM ripresi in azione in Burkina Faso

Il 2025 vide un ulteriore incremento delle azioni su vasta scala dei gruppi jihadisti, e un grave aumento delle violenze sui civili. L'11 gennaio 2025 un attacco jihadista a un convoglio di autocarri scortato dai militari nel nord-est lasciò sul terreno 14 soldati, quattro gendarmi e tra tre e sei civili morti; il 22 gennaio JNIM rivendicò un attacco a una base militare a Sebba, città sottoposta a blocco dai jihadisti da più di due anni, causando almeno 20 morti tra i soldati e sette tra i civili; nel corso della prima settimana di febbraio, almeno quattro città nel nord e nell'est del paese subirono attacchi su vasta scala di miliziani di JNIM, con numerose vittime tra civili e forze di sicurezza e vario equipaggiamento militare caduto in mano ai jihadisti. Non meno brutali le azioni delle forze di sicurezza governative, accusate di aver perpetrato il 28 gennaio un massacro ai danni di vari villaggi della Regione del Sahel, con almeno 23 civili uccisi; in febbraio il governo burkinabè rivendicò il successo di diverse operazioni antiterrorismo in varie zone del paese, con più di 70 jihadisti finiti uccisi tra cui tre membri di spicco di JNIM, ma all'inizio di marzo emersero prove circa un nuovo massacro di civili perpetrato dai VDP nel dipartimento di Solenzo con una stima di almeno 58 vittime, probabilmente Fulani uccisi in uno scoppio di odio etnico.
Tra il 14 e il 15 marzo miliziani di JNIM occuparono per diverse ore una base militare a Séguénéga nel nord del paese razziandola di ogni equipaggiamento utile, mentre contemporaneamente un secondo contingente attaccava una base della polizia burkinabè a Yamba nell'est lasciando almeno dodici poliziotti morti sul terreno. Il 28 marzo un grosso contingente di jihadisti assaltò la cittadina di Diapaga nell'est vicino al confine con il Niger: la base militare della città venne occupata e saccheggiata, con più di 50 morti tra soldati regolari e miliziani dei VDP e molte armi ed equipaggiamento caduto in mano ai jihadisti. La spirale della violenza era senza fine: ai primi di aprile le forze di sicurezza burkinabè condussero un'operazione antiterrorismo nella Provincia di Sourou nel nord-ovest, respingendo vari gruppi armati penetrati attraverso la frontiera con il Mali; non appena i soldati ebbero lasciato l'area, tuttavia, miliziani jihadisti tornarono nella stessa zona e assalirono tre villaggi, rapendo e giustiziando molti civili (in particolare giovani appena arruolati nei ranghi delle milizie di autodifesa dei VDP) e distruggendo varie infrastrutture; secondo fonti locali, le vittime di questi attacchi arrivarono intorno a 200 morti. I continui rovesci militari rappresentavano una sfida notevole alla tenuta della giunta militare del capitano Traoré, che il 21 aprile annunciò di aver sventato un nuovo progetto di colpo di Stato ai suoi danni maturato all'interno delle stesse forze armate burkinabè; diversi ufficiali delle forze armate, anche di alto livello, vennero sollevati dall'incarico e arrestati.
Il maggio 2025 vide JNIM sferrare un'offensiva di rara potenza fino a quel momento. L'11 maggio miliziani jihadisti lanciarono attacchi coordinati alle cittadine di Sabcé e Boko nella Regione del Centro-Nord, di Sollé nella Regione del Nord e di Yondé nella Regione del Centro-Est, assaltando e saccheggiando stazioni di polizia, postazioni militari e negozi e causando un numero di vittime civili indicato in almeno 20 morti. Contemporaneamente, un contingente di centinaia di miliziani di JNIM attaccò l'assediata città di Djibo nella Regione del Sahel: le difese della città vennero travolte, la principale base militare locale fu occupata e saccheggiata e i jihadisti presero a scorrazzare per ore all'interno del centro abitato prima di ritirarsi, assassinando civili legati alle attività governative e ritraendosi in posa negli uffici del comando militare cittadino; aerei burkinabè intervenuti a contrastare l'attacco furono tenuti a bada dal fuoco di mitragliere pesanti catturate dai jihadisti in precedenti attacchi. Il bilancio dei morti causati dall'attacco a Djibo fu indicato in 100 da fonti locali e in 200 da comunicati della stessa JNIM, l'azione più sanguinosa dal massacro di Barsalogho dell'agosto 2024. Pochi giorni dopo, il 14 maggio, JNIM tornò a colpire la città di Diapanga nell'est, anche questa volta occupando interamente il centro abitato per diverse ore.